# Nemam Ghafouri
Nemam Ghafouri, née le 25 décembre 1968 en Irak, morte le 1er avril 2021, est une médecin irakienne kurde et suédoise, et personnalité de l'aide humanitaire. 
Chirurgienne de formation, elle se consacre à l'aide humanitaire dans divers pays. Elle est particulièrement connue pour l'aide qu'elle apporte aux Yézidis réfugiés du génocide des Yézidis par l'État islamique.
Elle fonde une association pour leur venir en aide, fait construire une clinique, récolte des fonds pour le financement, et interpelle les gouvernements sur leur inaction.

## Biographie

### Jeunesse
Nemam Ghafouri naît le 25 décembre 1968 dans la région de Chnarok en Irak (aujourd'hui la région du Kurdistan irakien). Elle est la fille de Mahmoud Agha Kaka Ziad Ghafouri, un commandant de la résistance kurde, et de Gulzar Hassan Jalal, qui fournissait de la nourriture et des munitions aux résistants. Niemam Ghafouri a 10 frères et sœurs et grandit près de Téhéran et à Naqadeh, dans la province iranienne de l'Azerbaïdjan occidental.
Nemam Ghafouri a 20 ans quand elle déménage en Suède avec ses parents et sept sur dix de ses frères et sœurs. 

### Formation, débuts professionnels
Elle effectue ses études de médecine à l'université de Pécs, en Hongrie, et à l'université d'Umeå, dans le nord de la Suède, où elle obtient son diplôme de médecin en 2001. Elle étudie la santé publique de 2001 à 2003 à l'université d'Umeå.
Nemam Ghafouri se spécialise ensuite comme chirurgienne cardiothoracique.

### Aide humanitaire en Éthiopie, Inde, Iran
Nemam Ghafouri participe à des missions d'aide en Éthiopie et en Inde. Elle réalise en 2006 et 2007 les premières enquêtes épidémiologiques sur les facteurs de risque de maladies cardiovasculaires au Kurdistan irakien. Elle participe à de vastes actions de secours, telles que des missions en Iran pour aider les survivants du tremblement de terre. 

### Aide au Kurdistan irakien auprès des Yézidis
En juillet 2014, Nemam Ghafouri se rend dans un camp de réfugiés près d'Erbil, la capitale du gouvernement régional du Kurdistan, en Irak, pour apporter son aide.
Elle est donc l'une des secouristes présentes sur place au Kurdistan irakien lorsque l'État islamique (EI) attaque Sinjar et y tue en masse les Yézidis, tuant les hommes et réduisant les femmes et les filles en esclaves sexuelles. Le massacre de Sinjar marque le début du génocide des Yézidis pendant la guerre civile en Irak et entraîne le déplacement de centaines de milliers de réfugiés,.
Nemam Ghafouri porte assistance aux réfugiés yézidis qui arrivent à la frontière blessés et traumatisés, elle se donne alors pour objectif principal de les aider. Elle fonde aussi et dirige l'association humanitaire Joint Help for Kurdistan, venant en aide aux réfugiés et aux orphelins yézidis. Nemam Ghafouri ouvre une clinique dans l'un des camps de réfugiés ; lors de sa mort en avril 2021, plusieurs milliers de familles yézidies déplacées vivent encore dans ce camp.
Pour financer son action et ses œuvres, elle part parfois quelques semaines d'affilée en Suède ou en Norvège pour y collecter des fonds et consacre sinon la plupart de son temps à son action médicale et humanitaire dans le camp de réfugiés et aux alentours,. Nemam Ghafouri critique ouvertement la position du gouvernement suédois sur la définition de la notion d'appartenance à l'EI, et accuse le gouvernement d'inaction,.
Assistée par le diplomate américain Peter Galbraith, Nemem Ghafouri dirige en mars 2021 une mission pour réunir douze enfants, détenus dans un orphelinat syro-kurde à la frontière syro-irakienne, avec leurs mères. Les femmes avaient donné naissance à ces enfants quand elles étaient contraintes à subir l'esclavage sexuel par les combattants de l'EI. À leur retour en Irak, les anciens yézidis les avaient forcés à abandonner ces enfants,,.

## Décès
Nemam Ghafouri contracte le Covid-19 en mars 2021, au cours de la mission où elle réunit douze mères yézidies avec leurs enfants. Gravement atteinte, elle est transférée à Stockholm en Suède pour des soins médicaux urgents. Elle y meurt le 1er avril 2021,.